# Arjan Wilschut
Arjan Wilschut (Dordrecht, 1971) is een Nederlandse schrijver van kinderboeken, illustrator en filmmaker.
Hij werkte mee aan 'Vader en Dochter', de Oscarwinnende film van Michael Dudok de Wit die werd opgenomen in de Nederlandse canon. Ook maakte hij het titelfilmpje van 'Minoes' (winnaar Gouden Kalf 2002) met Carice van Houten en Theo Maassen.
Wegens zijn werkzaamheden als animatiefilmer heeft hij een aantal jaar in Wales en Engeland gewoond. In Cardiff werkte hij mee aan de BBC serie 'Testament' (Emmy winnaar 1997). In Wales is ook het verhaal Adelaar en de Koning tot stand gekomen. Het werd zijn eerste jeugdroman, en won in 2005 het 'Hoogste Woord', de WCK-prijs 2005 (beste christelijke kinderboek).
In 2006 verscheen zijn kortfilm 'Hard Boiled Chicken', die zeven prijzen won, waaronder de 'IJzeren Haring' op het Leids Filmfestival en 'Beste Kinderfilm' op het Kyoto kinderfilm festival. Het filmpje draaide ook op Cinekid, en als voorfilm voor de documentaire 'Our Daily Bread'.
Zijn korte animatiefilm 'Boer Jansen' won o.a. de 'Publiekslieveling Animatie' op het NFF en de 'Green Image Award' in Tokyo.
In 2015 maakte hij met producent Comic House zijn ULTRAKORT filmpje 'Deadly Drive-In Disaster', voorfilm in Pathe bioscopen bij 007 James Bond: SPECTRE, die meer dan een miljoen bezoekers trok. Het filmpje won meerdere prijzen op festivals in Nederland, Zwitserland, Azië en de VS.
Als illustrator werkt Arjan voor bedrijven, overheden, uitgevers en musea. Zo ontwierp hij de figuren Naut, Meander en Brandaan voor de gelijknamige lesmethodes, tekende hij platen voor paviljoenen op de Wereldtentoonstelling in Yeosu (2012) en maakte hij de ontwerpen voor de filmpjes boven de gates van Schiphol.
Sinds 2017 werkt hij ook als storyboard-tekenaar voor Nederlandse en internationale TV producties.

## Korte animatiefilms
- Deadly Drive-In Disaster (2016)
- Boer Jansen (Farmer Jack) (2012)
- Hard Boiled Chicken (2006)
- Penguins Christmas (2004)
- Shadows (2002)

## Boeken
- Amyra (2013)
- Het Meisje en de Magiër (kort verhaal, 2007)
- De beloning van de koning (2007)
- Simon en de ark van Noach (2006)
- De Adelaar en de Koning (2005)